# Il topo della discordia
Il topo della discordia (Mouse and Garden) è un cortometraggio d'animazione del 1960 della seria dei Looney Tunes prodotto della Warner Bros. diretto da Friz Freleng e con protagonista il Gatto Silvestro. È stato successivamente candidato al premio Oscar al miglior cortometraggio d'animazione. Il titolo fa ironia sulla rivista di giardinaggio House & Garden.

## Trama
Silvestro e il suo amico Sam Cat stanno frugando nei bidoni della spazzatura in cerca di cibo, finché il primo non vede un topo che sgattaiola davanti a loro. Dopo un piccolo scontro, i due gatti decidono di condividere il topo per la colazione del mattino successivo, ma ognuno continua a provare a tenerlo per sé a discapito dell'altro. In un ultimo tentativo, su un motoscafo, i due felini decollano rimanendo bloccati su una piccola isola. I gatti si prendono a calci ripetutamente mentre il topo li supera cantando Moonlight Bay.

## Riconoscimenti
- 1961 – Oscar
  - Candidato al miglior cortometraggio d'animazione